# 養生訓

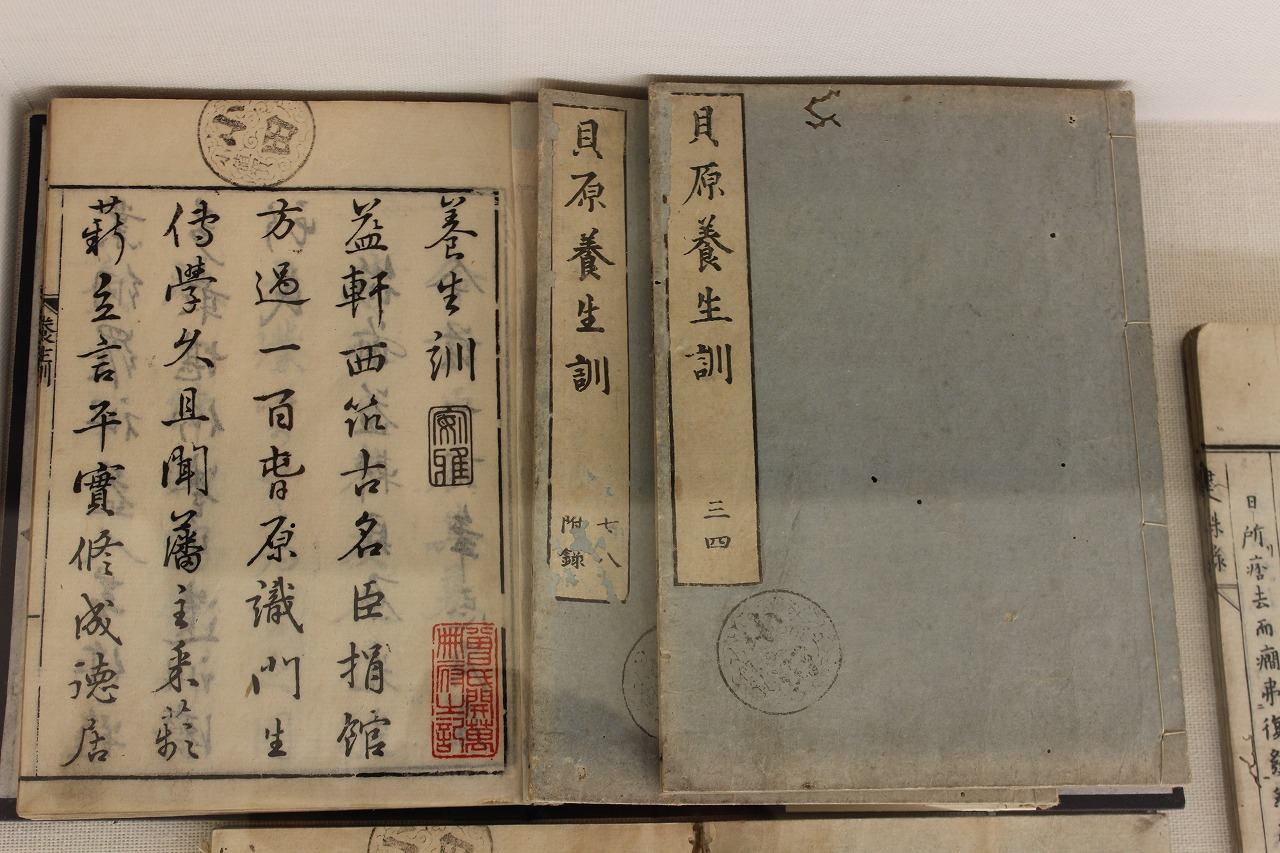
養生訓

『養生訓』（ようじょうくん）は、正徳2年（1712年）に福岡藩の儒学者、貝原益軒によって書かれた、養生（健康、健康法）についての指南書。益軒83歳の著作で、実体験に基づき健康法を解説した書である。長寿を全うするための身体の養生だけでなく、精神の養生も説いているところに特徴がある。一般向けの生活心得書であり、広く人々に愛読された。
現代でも岩波文庫、中公文庫、講談社学術文庫など多くの出版社や原文付き現代語版や口語訳、解説書などが出版されている。ジョージ秋山による漫画化や、海外向けの英訳もなされている。

## 構成
- 第一巻 総論上
  - 儒教思想に基づき、養生の目的と意義を述べる[2]。
- 第二巻 総論下
  - 運動・栄養・休息に過不足なく生活することを奨める[2]。
- 第三巻 飲食上
- 第四巻 飲食下
  - 3巻・4巻では、控えめな飲食の方法および喫煙の害を説く[2]。
- 第五巻 五官
  - 五官（耳・目・口・鼻・形）の機能を説き、口腔衛生の重要性を述べる[2]。
- 第六巻 慎病
  - 「医は仁術なり」の記述で知られる。病にならないように養生し、かかる医者は吟味することを奨める[2]。
- 第七巻 用薬
  - 薬の効能と害を説く[2]。
- 第八巻 養老
  - 老後の過ごし方を説く[2]。

## 養生訓に見られる健康観
『孟子』の君子の三楽にちなみ、養生の視点からの「三楽」として次のものが挙げられている。
1. 道を行い、善を積むことを楽しむ
2. 病にかかることの無い健康な生活を快く楽しむ
3. 長寿を楽しむ。

また、その長寿を全うするための条件として、自分の内外の条件が指摘されている。まず自らの内にある四つの欲を抑えるため、次のものを我慢する。
1. あれこれ食べてみたいという食欲
2. 色欲
3. むやみに眠りたがる欲
4. 徒らに喋りたがる欲

さらに、季節ごとの気温や湿度などの変化に合わせた体調の管理をすることにより、初めて健康な身体での長寿が得られるものとする。これらすべてが自身の実体験で、益軒の妻もそのままに実践し、晩年も夫婦で福岡から京都など物見遊山の旅に出かけるなど、仲睦まじく長生きしたという。こうした益軒の説くことは、今日の一次予防に繋がるものである。

## 書籍
- 貝原益軒『養生訓』（貝原守一校訂、土曜社、2018）